# Iunie 2005
Acest articol este generat integral pe baza informațiilor din articolul 2005 și este actualizat periodic de un robot.
 Editările făcute în articol vor fi șterse la următoarea actualizare! Dacă doriți să faceți modificări, editați articolul-sursă.

ianuarie -
februarie -
martie -
aprilie -
mai -
iunie -
iulie -
august -
septembrie -
octombrie -
noiembrie -
decembrie
Iunie 2005 a fost a șasea lună a anului și a început într-o zi de miercuri.

## Evenimente
- 11 iunie: Jurnalista franceză Florence Aubenas și însoțitorul său, ghidul irakian Hussein Hanoun au fost eliberați după 157 de zile de captivitate în Irak.
- 14 iunie: Salvamontistul Teodor Tulpan, primul român care a ajuns pe Everest, începe expediția pe cel mai înalt vârf din Peru, Huascarán (6.768 m).
- 16-17 iunie: România: Președintele Traian Băsescu și premierul Călin Popescu Tăriceanu participă la reuniunea Consiliului European de vară. Este prima dată când România și Bulgaria participă în calitate de observator la lucrările Consiliului European.
- 17 iunie: România: Nicolae Manolescu este ales președinte al Uniunii Scriitorilor din România cu 322 de voturi din 497 exprimate. Cezar Ivănescu, principalul contracandidat a obținut 84 de voturi.
- 25 iunie: Convenția Națională Extraordinară a PD îl alege ca președinte al PD pe Emil Boc, cu 3.555 de voturi pentru, 144 contra și 16 anulate, aprobând totodată în unanimitate retragerea din Internaționala Socialistă și începerea negocierilor cu Partidul Popular European.

## Nașteri
- 8 iunie: Irene Urdangarin, nepoata Regelui Juan Carlos al Spaniei
- 26 iunie: Alexia Juliana Marcela Laurentien, prințesă a Țărilor de Jos

## Decese
- 4 iunie: Emil Laghia, 37 ani, chitarist român (Compact), (n. 1967)
- 6 iunie: Anne Bancroft (n. Anna Maria Louisa Italiano), 73 ani, actriță americană (n. 1931)
- 7 iunie: Niculae Conovici, 57 ani, istoric român (n. 1948)
- 8 iunie: Florin Medeleț, 62 ani, istoric român (n. 1943)
- 11 iunie: Ghena Dimitrova, 64 ani, soprană bulgară (n. 1941)
- 11 iunie: Ioan Lespuc, 68 ani, fotograf român (n. 1936)
- 11 iunie: Jerzy Pawłowski (n. Jerzy Władysław Pawłowski), 72 ani, scrimer polonez (n. 1932)
- 11 iunie: Juan José Saer, 67 ani, scriitor argentinian (n. 1937)
- 13 iunie: Eugénio de Andrade (n. José Fontinhas Rato), 82 ani, poet portughez (n. 1923)
- 13 iunie: Lane Smith (n. Walter Lane Smith III), 69 ani, actor și prezentator american (n. 1936)
- 14 iunie: Carlo Maria Giulini, 91 ani, dirijor italian (n. 1914)
- 15 iunie: Mihai Petric, 82 ani, pictor din R. Moldova (n. 1923)
- 18 iunie: Tatsuo Matsumura, 90 ani, actor de film, japonez (n. 1914)
- 18 iunie: Tatsuo Matsumura, actor japonez (n. 1914)
- 20 iunie: Jack S. Kilby (n. Jack St. Clair Kilby), 81 ani, fizician american, laureat al Premiului Nobel (2000), (n. 1923)
- 22 iunie: Vasile Varga, 84 ani, pictor român (n. 1921)
- 23 iunie: Paul Bennewitz (n. Paul Frederic Bennewitz, jr.), 77 ani, teoretician american al conspirației OZN (n. 1927)
- 26 iunie: Filip Adwent, 49 ani, medic și politician polonez (n. 1955)